# 横造城
横造城（よこぞうじょう）は、佐賀県鹿島市にあった日本の城（平山城）。

## 概要
現在の鹿島市の、塩田川と鹿島川の間の沖積地に位置する。築城年代は不明だが、有馬氏が杵島郡の攻略拠点として天文年間に築いたとされる。また1569年（永禄12年）築城とする説もある。天正4年（1576年）に鳥附城とともに龍造寺氏の攻撃を受け、数千人の兵により落城した。その後は鍋島信房が当城に入っている。